# Georg Nückles
Georg Nückles (* 8. Februar 1948 in Kehl) ist ein ehemaliger deutscher Sprinter und Hürdenläufer.
1972 gewann er bei den Halleneuropameisterschaften in Grenoble Gold im 400-Meter-Lauf und Silber in der 4-mal-360-Meter-Staffel. Bei den Olympischen Spielen in München erreichte er über 400 Meter das Halbfinale.
1972 und 1973 wurde Nückles Deutscher Hallenmeister über 400 Meter, 1973 Deutscher Vizemeister im 400-Meter-Hürdenlauf. 1975 wurde er Deutscher Hallenmeister mit der 4-mal-400-Meter-Staffel.
Georg Nückles startete für den Kehler Fußballverein 07.
Nach seiner Zeit als Leichtathlet war Georg Nückles als Trainer beim Kehler Fußballverein 07 aktiv.

## Persönliche Bestzeiten
- 200 m: 21,2 s, 23. September 1972, Offenburg
- 400 m: 46,11 s, 21. Juli 1972, München
- Halle: 46,87 s, 26. Februar 1972, Stuttgart
- 400 m Hürden: 50,75 s, 11. Juli 1973, München